# マルク・ソーテ
マルク・ソーテ（仏: Marc Sautet、1947年 - 1998年）は、フランスの作家、教師、翻訳者（主にニーチェの翻訳）、そして哲学者である。

## 人物
彼はパリ政治学院の哲学者だった。ソーテはもともとはトロツキストだったが、ドイツの哲学者・文献学者のフリードリヒ・ニーチェにかんする2冊の本を編集した。ニーチェは彼の時代の先駆者だったのだということをマルク・ソーテはとりわけ強調した。
ソーテは1990年から1991年ごろにパリのマレ（Le Marais）という中産階級居住区域でビジネスマン相手に哲学相談サービスを行い、講師としての正規のアカデミックな仕事を始めた。彼は「哲学診察室」（cabinet de philosophie）を開業し、相談料は一時間あたりおよそ200フランとした。この額は当時のプロの精神分析医の料金とほぼ同額だった。これはソーテにとってはうまくいった事業ではなかったが、このことは彼が1992年にパリのカフェで一般市民向けに形式ばらずに哲学的に思索する場を立ち上げることへとつながった。彼はこの運動を「ソクラテスのカフェ」（café for Socrates）と呼んだ。この呼び名は彼の1995年の著書のタイトルとなった。
ソーテは非常に感じのよい人物で、他者にかなりの影響を与えたようである。彼は自分の哲学カフェがあらゆる人たちのためのものとなることを望み、そしてカフェが学歴にかかわりなく表現の自由を奨励することを望んだ。彼は権力、おカネ、ないしは宗教がカフェでの議論に影響を及ぼすことを望まなかった。彼はカフェでの会合でソクラテス式問答法を復活させたいと願った。自分は客が自らの思考を組み立てるのを手伝っているのだ、と彼は述べた。客の疑念を養い、正しい問いを持ち出すためにカフェにいるのであって、答えを与えるためにいるのではない、と彼は言った。
ソーテは自分の仕事のことを、フロイトにならって医療の一種（哲学療法、philotherapy）の業務とみなした。彼は道徳が悪化しているヨーロッパ文明を治療したいと願った。彼は国際的なイベント、とりわけヨーロッパでのイベントに熱心に従事した。ソーテは人びとの日常の問いやアイデアを生み出すことを望んだ。1992年にソーテは哲学カフェを設立した。

## 著書
- 堀内ゆかり 訳『ソクラテスのカフェ』紀伊國屋書店、1996年。ISBN 9784314007788。
- 堀内ゆかり 訳『ソクラテスのカフェ』 2巻、紀伊國屋書店、1998年。ISBN 9784314008266。